# Musée du château de Nidau
Le Musée du Château de Nidau est un musée consacré à l'aménagement hydraulique situé à Nidau, en Suisse.

## Expositions
Le musée présente une exposition sur la correction des eaux du Jura : avec un simulateur de vol de la région des Trois-Lacs. Le visiteur peut s'élever au-dessus des trois lacs et remonter le temps jusqu'en 1867, quand l'eau inondait la région… Quand il s'approche, avec son « avion virtuel », d'un signe en forme de note de musique, il peut entendre des explications en français ou en allemand sur tel ou tel endroit.